# Лемерє
Лемерє (словен. Lemerje) — поселення в общині Пуцонці, Помурський регіон, Словенія. Висота над рівнем моря: 202 м.